# ワークショップ (建築同人組織)
ワークショップは、1978年から1994年まで、谷内田章夫・木下道郎・北山恒のパートナーシップによる建築設計事務所。1994年にワークショップ解体。現在は3人がそれぞれで個人事務所を主宰する。
ワークショップ主宰の木下道郎（MICHIRO KINOSHITA、1951年 - ）は兵庫県神戸市生まれ。1970年、東京都立日比谷高校卒。1975年に横浜国立大学工学部建築学科卒業。1978年同大学大学院修士課程を経て1978年ワークショップを北山恒・谷内田章夫と共同設立。1981年、株式会社ワークショップ代表取締役共同代表。1995年、一級建築士事務所有限会社木下道郎ワークショップ設立。2004年から、日本大学生産工学部建築工学科居住空間デザインコース非常勤講師。
2003年にあたたかな住宅コンペ特別賞。ほか作品に、Old M Cabin 週末住宅、barres、二軒家アパートメント、集合住宅「BALCON（バルコン）」「unbiais」「Old M Cabin」「階段収納の家」「調布の家」「松原のduplex」「コートモデリアサウス恵比寿」自邸「ドッグハウス」（近所からはバットマンハウス）、など。
ワークショップ主宰の谷内田章夫（AKIO YACHIDA、1951年 - ）は、新潟県新潟市生まれ。3歳から18歳までは東京都小金井市と世田谷区の集合住宅に住んでいた。1975年、横浜国立大学工学部建築学科卒業。1978年東京大学大学院工学系研究科修士課程修了（池辺陽研究室）後、ワークショップ設立に参加。1995年 谷内田章夫／ワークショップ 設立し主宰。1997年-2003年 東京理科大学理工学部非常勤講師。2002年 日本女子大学家政学部住居学科非常勤講師。2002年 日本大学生産工学部非常勤講師。
主な作品に高円寺南の集合住宅、高井戸の家Abel、「SAIZE」ウェルスクエア碑文谷、集合住宅「Modelia Brut Toritsudai」集合住宅「ilusa」デザイナーズマンション「PASSAGGIO」など多数。
受賞は、ハートランドで、1987 SDレビュー入賞、第3回UD賞。保谷本町のクリニックで、第11回吉岡賞。立川の家で、第11回東京建築士会住宅賞。横浜市場で、ディスプレイ産業奨励賞。野田市兵衞商店/BRIDGESで、ヘーベルデザインコンテスト審査員賞、第2回くまもとアートポリス推進賞。